# Betty Okino
Betty Okino född den 4 juni 1975 i Entebbe, Uganda, är en amerikansk gymnast.
Han tog OS-brons i lagmångkampen i samband med de olympiska gymnastiktävlingarna 1992 i Barcelona.